# Danilo Vitalino Pereira
Danilo Vitalino Pereira (født 20. juni 1986) er en brasiliansk fodboldspiller.
Han har spillet for flere forskellige klubber i sin karriere, herunder FC Gifu.